# 光市

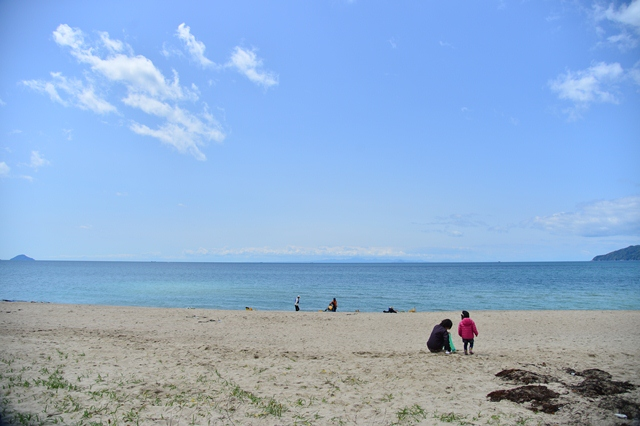
虹が浜海水浴場

光市（ひかりし）は、山口県の東南部に位置する市。

## 地理

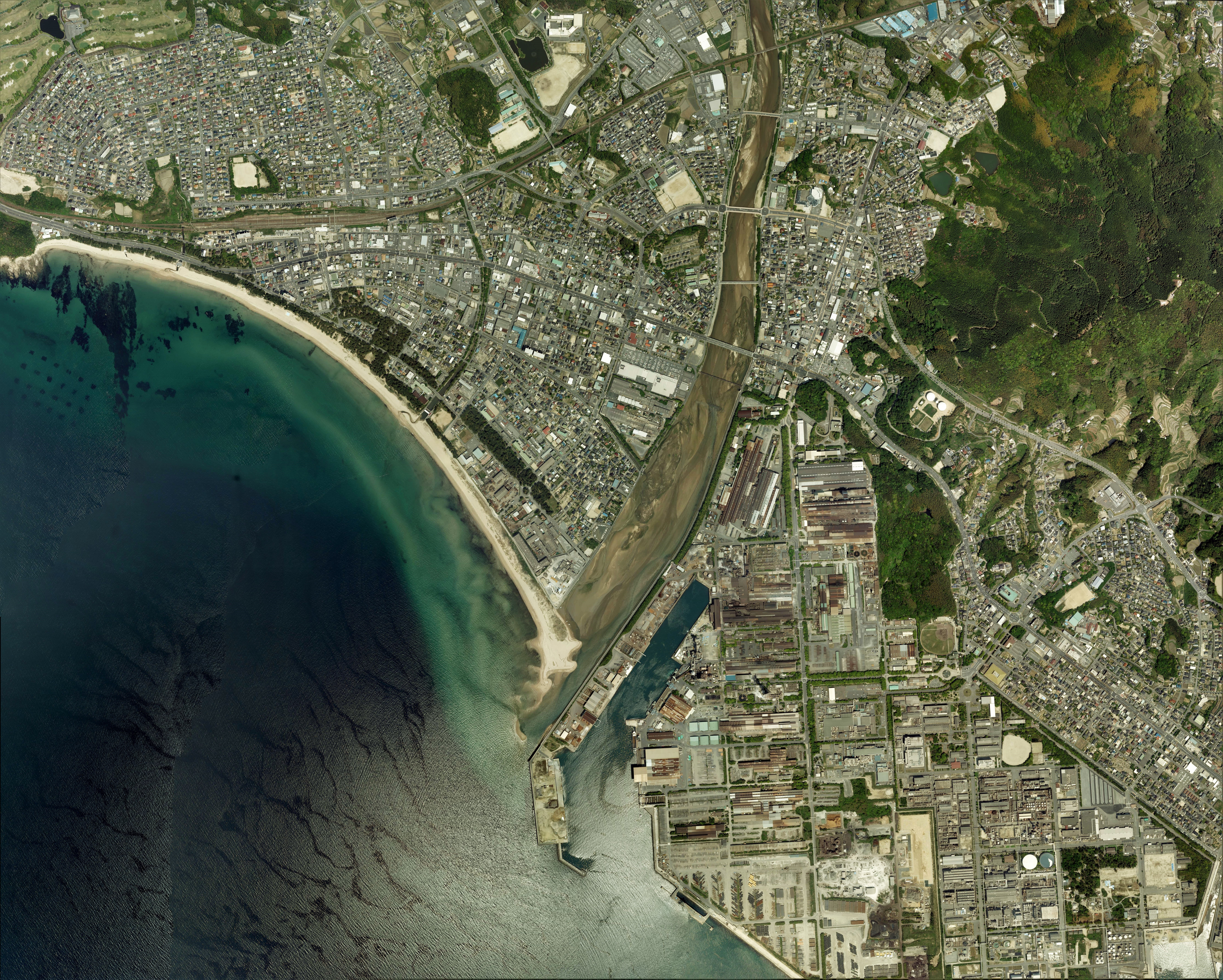
光市中心部周辺の空中写真。
2008年5月3日撮影の13枚を合成作成。。

- 市中心部は島田川の沖積平野上にあり、その両端は県内屈指の海水浴場である室積海岸、虹ヶ浜海岸が広がり、瀬戸内海国立公園の一角をなしている。
- また市北部から東部一帯の丘陵地にかけては石城山県立自然公園となっている。
- 島田川流域に沖積平野が、室積・光井地区と浅江地区には海岸平野が展開しているものの、いずれもその面積は狭小で丘陵が海岸に近接している。
- 島田川右岸には小規模ながら洪積台地が形成されており、高地性集落の遺跡も出土している。
- 室積地区には陸繋島と砂嘴が組み合わさった地形が見られ、「象鼻ヶ岬（ぞうびがさき）」と呼ばれている。
- 石城山の田布施町側の中に三鍛冶屋地区の飛び地がある[1]。

### 隣接する自治体
- 下松市
- 周南市
- 柳井市
- 岩国市
- 熊毛郡：田布施町

### 人口
| |                                      |  |
| 光市と全国の年齢別人口分布（2005年） | 光市の年齢・男女別人口分布（2005年） |  |
| ■紫色 ― 光市 ■緑色 ― 日本全国 | ■青色 ― 男性 ■赤色 ― 女性            |  |
| 光市（に相当する地域）の人口の推移 \| 1970年（昭和45年） \| 52,898人 \| \| \| 1975年（昭和50年） \| 56,795人 \| \| \| 1980年（昭和55年） \| 57,905人 \| \| \| 1985年（昭和60年） \| 58,228人 \| \| \| 1990年（平成2年） \| 56,410人 \| \| \| 1995年（平成7年） \| 55,408人 \| \| \| 2000年（平成12年） \| 54,680人 \| \| \| 2005年（平成17年） \| 53,971人 \| \| \| 2010年（平成22年） \| 53,004人 \| \| \| 2015年（平成27年） \| 51,369人 \| \| \| 2020年（令和2年） \| 49,798人 \| \| |                                      |  |
| 総務省統計局 国勢調査より |                                      |  |
| 1970年（昭和45年） | 52,898人                             |  |
| 1975年（昭和50年） | 56,795人                             |  |
| 1980年（昭和55年） | 57,905人                             |  |
| 1985年（昭和60年） | 58,228人                             |  |
| 1990年（平成2年） | 56,410人                             |  |
| 1995年（平成7年） | 55,408人                             |  |
| 2000年（平成12年） | 54,680人                             |  |
| 2005年（平成17年） | 53,971人                             |  |
| 2010年（平成22年） | 53,004人                             |  |
| 2015年（平成27年） | 51,369人                             |  |
| 2020年（令和2年） | 49,798人                             |  |

国立社会保障・人口問題研究所が2018年に発表した『日本の地域別将来推計人口（平成30 (2018) 年推計）』において、2045年の総人口の予測値は35,636人（2015年を100とすると69.4で、周南3市の中では最も人口減少幅が大きいと予想されている。他の市については周南市または周南都市圏を参照のこと）との推計が出されている。

### 地名

#### 旧市域
1939年に4村合併により周南町（翌1940年に光町に改称）が発足しており、1943年、室積町との合併により光市が発足している。

光町は合併前の4村がいずれも大字を設置していなかったため、合併時に各々が大字となった。室積町は室積村として発足した当初より3大字があった。

その後、周防村を編入し2大字を加えたため、9大字となった。その後、町名設置が実施されたため室積浦が廃止され、現在旧市域には8大字が残る。
- 光井（みつい。旧光町）
- 浅江（旧光町）
- 三井（みい。旧光町）
- 島田（旧光町）
- 室積浦（旧室積町。1996年廃止）
- 室積村（旧室積町）
- 牛島（旧室積町）
- 小周防（旧周防村）
- 立野（旧周防村。1957年、一部を大和町に編入）

1957年から1978年にかけて旧光町の一部区域で町名設置が実施された。なお、この時に設置された町はいずれもその後の住居表示が実施されているため同名で住居表示を実施した町を除き現存しない。

独立元の大字ごとに列挙する。発足年は特記のない限り1957年。
光井
戸仲町、御崎町、戎町、中央町、錦町、宮元町、正門町
浅江
花園町、相生町、泉町、堀田町、流川町、緑町、幸町、虹ケ浜町、虹ケ浜東町
丸山町（1970年）
宝町、協和町、和田町、宮ノ下町（1978年）
三井
岩狩町（1970年）
島田
島田市上町、島田市下町
新幸町（1968年）
その後、1979年より近年までの間に住居表示が実施されている。
1979年
- 中村町（浅江）
- 虹ケ丘1丁目～4丁目（浅江）

1980年
- 丸山町
- 宝町
- 協和町
- 和田町
- 宮ノ下町

以上は1970年あるいは1978年に町名設置済みだった区域に住居表示を実施したものである。
- 虹ケ浜1丁目～3丁目（幸町、虹ケ浜町、虹ケ浜東町）

1981年
- 虹ケ丘5丁目～7丁目（浅江）
- 浅江1丁目～7丁目（浅江、花園町、相生町、泉町、堀田町、流川町、緑町）
- 木園1丁目（浅江）
- 花園1丁目～2丁目（浅江、花園町）

1983年
- 島田1丁目～7丁目（島田、島田市上町、島田市下町、新幸町、相生町）

1989年
- 光井1丁目～9丁目
- 中央1丁目～6丁目

これらは大字光井の一部および同所より独立した戸仲町、御崎町、戎町、中央町、錦町、宮元町、正門町の全域からなる。
1996年
- 室積1丁目～8丁目
- 室積市延
- 室積東ノ庄
- 室積神田
- 室積中央町
- 室積松原
- 室積新開1丁目～2丁目
- 室積大町
- 室積正木
- 室積西ノ庄
- 室積沖田
- 千坊台1丁目～3丁目

いずれも室積村あるいは室積浦から発足しており、室積浦がこのときに廃止されている。また、一部は光井1丁目の一部となった。
1998年
- 岩狩1丁目～3丁目（岩狩町、三井）
- 三井1丁目～8丁目（三井）
- 中島田1丁目～3丁目（島田）
- 上島田1丁目～9丁目（島田、立野）

2012年
- 光ケ丘（浅江）

#### 旧大和町
旧自治体名は表記せず、大字のみを継承している。前身である大和村は1943年に4村合併により発足しており、いずれも大字を設置していなかったため、合併時に各々が大字となった。このほかに、1957年に光市立野（旧周防村）の一部のみを編入しており、大和町立野となったが、合併時に、光市に残った立野との区別のため「岩田立野」に改称している。
- 塩田
- 三輪
- 岩田
- 岩田立野（合併前は立野）
- 束荷

## 歴史

### 前史
島田川右岸には高地性集落の跡もみられることから遅くとも弥生後期には何らかの社会的生活が営まれていたことがうかがえる。市北西部は小周防の地名が残り、旧周防国の周防はもともとこのあたりを指したという説もある。
室積湾は古くは御手洗湾と呼ばれ、古代の海上交通の要衝だったと思われる。その名は神功皇后が三韓征伐に赴く際にこの湾に船を寄せて手を洗ったという伝説に由来する。また、峨眉山山頂にある杵崎社の縁起に、大伴狭手彦率いる新羅征討軍が沖合で時化に遭い、太刀を海に投じて風神に祈ったところ、現れた数多の亀に導かれ御手洗湾に兵船を入れて難を逃れたことから、風神を祀るために社を建立したとある。

### 江戸時代 - 明治
江戸時代、毛利藩は領内に支藩と宰判を配置したが、室積には熊毛宰判が置かれた。この地は北前船の西回り航路の寄港地となっていたこともあって商港として大いに栄えた。このため、後に山陽本線の前身である山陽鉄道の鉄道敷設計画では、当初室積村を経由して、現在の国道188号線に沿ったルートとなる予定であった。しかし、室積村の住民が「汽笛で魚が逃げる」「宿場が寂れる」などとして強硬に反対したため、難工事の続く島田駅、岩田駅、田布施駅を経由するルートに変更を余儀なくされた（鉄道忌避伝説）。
また、幕末には室積村の普賢寺に第二奇兵隊屯所が置かれ、後に石城山山頂に移った。

### 戦前期
戦前は島田川の河口部から光井川にかけての海岸を埋め立て、光海軍工廠が置かれた。現在の国道188号線が正門町から室積にかけて直線になっているのは、海軍工廠の滑走路を兼用する予定であったためといわれている。終戦前日の1945年（昭和20年）8月14日に海軍工廠はB29爆撃機による空襲を受け大打撃を蒙った。
山口県徳山市（現・周南市）には、日本海軍の第3海軍燃料廠が設置されていた（これが、今の周南石油化学コンビナートの源である）。広島県呉市の軍港から出港した連合艦隊は、この徳山で燃料を補給して、外洋へ出征していた。このため、山口県の徳山市、下松市、光市沖の海域は、連合艦隊の集結地であった。
このことに関して、作家の吉村昭は次のような文章を書いている。

### 戦後
戦後海軍工廠跡地は、しばらく一部が国鉄用地として利用されるほかは未利用地となっていたが、その後八幡製鐵、武田薬品工業などの工場を誘致し、工業地帯に変わった。これにより当地は企業城下町となったとともに、瀬戸内工業地域の一角である周南工業整備特別地域を形成することになった。
こうして周南地区として一体的に発展を始めると「周南合併」の機運が高まりはじめた。また、県も光市のほかに徳山市・新南陽市・下松市と都濃郡鹿野町・熊毛郡熊毛町・大和町・田布施町の4市4町を「周南広域圏」に指定し、合併機運の高揚を待った。こうした背景から平成の大合併よりはるか以前から周南都市合併調査研究会が設置されていたが、1997年（平成9年）の「周南合併推進協議会」発足時に光市、大和町、田布施町が離脱、また2002年（平成14年）には合併の期日等を巡り下松市が離脱し、残る2市2町による周南市が誕生する一方で、光市と大和町は1市1町で合併することとなった。そのため、大和町出身である初代内閣総理大臣伊藤博文の出身地ということになった。なお、田布施町は柳井市と光市との合併を模索するも合併の組み合わせを巡り協議が物別れに終わり、単独町制を継続している。

### 行政区域の変遷
- 1943年（昭和18年）4月1日 - 光町・室積町が新設合併して光市が発足[4]。
- 1955年（昭和30年）7月1日 - 周防村を編入合併[5]。
- 1957年（昭和32年）4月10日 - 大字立野の一部を大和村に編入[6]。
- 2004年（平成16年）10月4日 - 大和町と新設合併し、改めて光市が発足[7][8]。

## 行政

### 市長
- 芳岡統（2024年（令和6年）11月14日就任、1期目[9]）

### 歴代市長
2004年合併による新市発足後
- 初代　末岡泰義（すえおか・やすよし）
  - 元市職員（秘書係長、商工労政係長、ソフトパーク担当課長）、元松岡満寿男衆議院議員秘書。
- 第2代　市川熙（いちかわ・ひろし）
  - 市議4期、前市議会議長、まるみ綿業代表取締役、ボーイスカウト山口県連盟理事長。

### 光市選出県議会議員
- 秋野哲範（民主・連合の会）
- 河野亨（自由民主党）

### 警察・消防
- 光地区消防組合消防本部・中央消防署・東消防署・北消防署
- 光警察署

### 一部事務組合・第三セクター
- 周南地区衛生施設組合（可燃ごみ）
- 周南東部環境施設組合（不燃ごみ）
- 光地域広域水道企業団（当初の給水計画がとん挫し企業団による給水事業は行っていない。企業団が岩国市周東町に建設した中山川ダムの起債償還と島田川の堰の管理だけを業務にしている）＝2012年3月31日に解散した。
- 周南地区食肉センター組合（屠畜場）
- Kビジョン（第三セクター）

### 3つの都市宣言
- おっぱい都市宣言[10]
- 自然敬愛都市宣言[11]
- 安全・安心都市宣言[12]

#### おっぱい都市宣言
光市は1995年3月24日に「おっぱい都市宣言」を決議している。光市の公式サイトではこの「おっぱい都市宣言」について、
「おっぱい（胸）でしっかりと子どもを抱きしめ、愛しむ、愛情豊かなふれあいの子育て」を、お母さん、お父さんだけでなく、地域のみんなで進め、応援していきましょう、という宣言です。「地域ぐるみの愛情豊かなふれあいの子育ての推進」を表現しています。
としている。
この宣言の発端は、1976年、粉ミルク育児全盛期において母乳育児を重要視する動きが出る中で旧光市が母子保健活動の重点目標として母乳栄養の重要性を掲げたことにあり、その後は母乳育児推奨から「胸でしっかりと子どもを抱きしめ愛しむふれあいの子育て」に意味が変化し、子育て支援に関わる団体や市民グループの陳情を受けて1995年に市議会で「おっぱい都市宣言」が決議された。大和町との新設合併による新市制施行後の2005年6月30日に改めて決議されている。
2021年2月下旬頃より、光市が「おっぱい都市宣言」を行っていることがSNSで拡散され話題となり、賛否両論を呼んだ。

## 議会

### 市議会
- 議長 - 木村信秀（きむら・のぶひで）
  - 副議長 - 磯部登志恵（いそべ・としえ）
  - 議会運営委員長 - 木村信秀（きむら・のぶひで）
    - 総務市民文教委員長 - 林節子（はやし・せつこ）
    - 環境福祉経済委員長 - 土橋啓義（どばし・あきよし）＝日本共産党

| 会派名       | 議席数 | 議員名＝◎印は代表者、○印は幹事長           |
| ------------ | ------ | ------------------------------------------ |
| 為光会       | 3      | ◎笹井琢、○木村則夫、磯部登志恵             |
| こう志会     | 3      | ◎中本和行、○林節子、萬谷竹彦               |
| ひかり未来   | 4      | ◎西村憲治、○森戸芳史、加賀美允彦、田中陽三 |
| 市民クラブ   | 2      | ◎木村信秀、○畠堀計之                       |
| 日本共産党   | 2      | ◎土橋啓義、○四浦順一郎                     |
| 無会派クラブ | 2      | ◎大樂俊明、○大田敏司                       |
| 無所属       | 2      | 中村賢道（議長）、森重明美（副議長）       |
| 計           | 18     | [ 14 ]                                     |

※正副議長は慣例で会派を離脱している。
※会派は2議員以上で結成できる。

### 衆議院
2023年衆議院議員補欠選挙
- 選挙区：山口2区（下松市、岩国市、光市、柳井市、周南市（旧熊毛町域）、大島郡、玖珂郡、熊毛郡）
- 投票日：2023年4月23日
- 当日有権者数：279,203人
- 投票率：42.41％

| 当落 | 候補者名 | 年齢 | 所属党派   | 新旧別 | 得票数   |
| ---- | -------- | ---- | ---------- | ------ | -------- |
| 当   | 岸信千世 | 31   | 自由民主党 | 新     | 61,369票 |
|      | 平岡秀夫 | 69   | 無所属     | 元     | 55,601票 |

2021年衆議院議員総選挙
- 選挙区：山口2区（下松市、岩国市、光市、柳井市、周南市（旧熊毛町域）、大島郡、玖珂郡、熊毛郡）
- 投票日：2021年10月31日
- 当日有権者数：283,552人
- 投票率：51.61％

| 当落 | 候補者名 | 年齢 | 所属党派   | 新旧別 | 得票数    | 重複 |
| ---- | -------- | ---- | ---------- | ------ | --------- | ---- |
| 当   | 岸信夫   | 62   | 自由民主党 | 前     | 109,914票 | ○    |
|      | 松田一志 | 64   | 日本共産党 | 新     | 32,936票  |      |

## 産業

### 工業
- 日本製鉄九州製鉄所八幡地区（光チタン）
- 日本製鉄九州製鉄所八幡地区（光鋼管）
- 日鉄ステンレス光製造所
- 武田薬品工業光工場
- カンロひかり工場（光市はカンロ発祥の地でもある）
- 吉川工業光支店

### 商業
店舗面積10,000m2以上の大規模小売店鋪を以下に記す。
- イオン光店
- 浅江ショッピングセンター（マックスバリュ、ジュンテンドー）

### 農業
- 山口県農業協同組合光支所、光井支所、島田支所、室積支所、大和支所

### 林業
- 光大和森林組合

### 漁業
- 山口県漁業協同組合光支店、牛島支店
- 光漁港
- 牛島漁港

### 金融機関
- 山口銀行光支店、室積支店、大和支店、虹ケ丘出張所、光井出張所
- 西京銀行光支店、虹ケ浜支店
- 東山口信用金庫光支店、室積支店
- ゆうちょ銀行、郵便局多数

### 医療機関
- 光市立光総合病院（旧・光市民病院）
- 光市立大和総合病院（旧・大和町立総合病院）
- 光中央病院
- 梅田病院
- みちがみ病院

### 経済団体
- 光商工会議所
- 大和商工会
- 光民主商工会

## 姉妹都市・提携都市

### 国内
- 横芝光町（千葉県）
  - 1998年4月5日友好都市締結
- 神籠石（こうごいし）サミット
  - 光市、福岡県行橋市、福岡県飯塚市、福岡県みやま市、福岡県朝倉市、福岡県久留米市、佐賀県佐賀市、佐賀県武雄市

## 教育

### 高等学校
県立
- 山口県立光高等学校

私立
- 聖光高等学校

### 義務教育学校
- 山口大学教育学部附属光義務教育学校（附属光学園）

### 中学校
- 光市立室積中学校
- 光市立浅江中学校
- 光市立島田中学校
- 光市立光井中学校
- 光市立大和中学校

### 小学校
- 光市立室積小学校
- 光市立浅江小学校
- 光市立島田小学校
- 光市立上島田小学校
- 光市立周防小学校
- 光市立光井小学校
- 光市立三井小学校
- 光市立大和小学校

## メディア
新聞
- 瀬戸内タイムス

## 交通

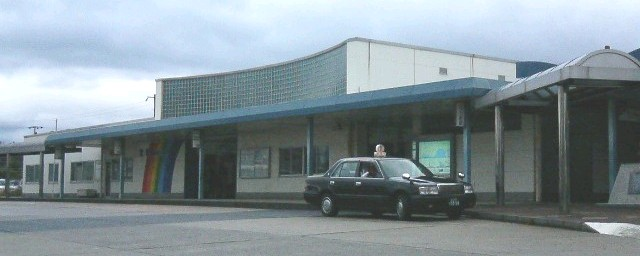
光駅

### 鉄道
西日本旅客鉄道（JR西日本）
- 山陽本線
  - 岩田駅 - 島田駅 - 光駅
- 中心となる駅：光駅

### 路線バス
- 防長交通 - 主に国道188号を通り周南市と柳井市を下松市・光市・田布施町・平生町経由で結ぶ路線を運行するほか、2024年4月1日からは中国JRバスから引き継いだ光市内の路線を運行している。また、徳山駅 - 兼清間の路線が市域北部の小周防地区を経由する。
  - 徳山駅前 - 下松駅 - 光駅 - 光市役所前 - 室積 - 別府 - 平生 - 柳井駅
  - 光駅 - 光市役所前 - 室積 - 室積公園口
  - 徳山駅前 - 周陽町中央病院入口 - 花岡 - 久保市 - 小周防 - 兼清
- 周南近鉄タクシー - 防長交通の子会社で、光市中心部と小周防地区・周南市旧熊毛町を結ぶ広域生活交通を運行する。2024年4月1日からは中国JRバスとともに光市内から撤退した西日本バスネットサービスから市街地循環バス「ひかりぐるりんバス」を引き継ぎ運行している。
  - 光市役所前 - 島田駅 - 小周防 - 兼清・筏場・高水駅前
  - ひかりぐるりんバス
- 光市営バス - 光市中心部と旧大和町を結ぶ路線バス。旧大和町の町営バス（防長バスの廃止代替路線）を一部路線延長して運行。平成18年10月1日に運行改正を行い、路線の変更や増便、フリー乗降や200円の均一料金の導入を行った。

なお、長年にわたり中国JRバス光線が下松駅・光駅と室積地区の間に運行されていたが、2024年3月31日限りで廃止され（防長交通に引き継ぎ）光営業所も閉鎖された。これにより中国JRバス子会社の西日本バスネットサービスも同時に光市内から撤退し、「ひかりぐるりんバス」は周南近鉄タクシーに引き継がれた。
光市内を発着・経由する高速バスは現在運行されていない。2003年に福岡市と光市を結ぶ高速バス「福岡・防府・周南ライナー」が運行開始されたが、2014年3月31日限りで運行区間が短縮され、光市内に乗り入れなくなった。

### タクシー
- 周南近鉄タクシー
- 西部光タクシー
- 岩田タクシー
- 大和タクシー

### 航路
- 牛島航路（牛島港 - 室積港）

### 道路
- 国道188号
- 山陽自動車道（市内にインターチェンジなどの施設はなく、小周防地区を通過するのみ。最寄ICは熊毛IC）

## 光市を舞台とした作品
映画
- きけ わだつみのこえ（1995年）
光市の離島・牛島でロケが行われ、市民もエキストラとして参加。
- ロボコン（2003年）
海岸のシーンは室積海岸でロケが行われた。
- 出口のない海（2006年）
人間魚雷・回天の基地があったのは、旧徳山市（現・周南市）の大津島であり、回天記念館がある。光市にあった日本海軍光海軍工廠で人間魚雷・回天が製造されていた。（映画でのロケ地は下関市）。

テレビドラマ
- 光抱く友よ（2006年）
原作（髙樹のぶ子）は防府市が舞台だが、ドラマ化にあたっては全編光市内でロケが行われた。

広告
- ソフトバンク - 白戸家「山口に行く」篇（2015年）
光駅や光市役所、光オリエンタルホテルなどがロケ地となっている[15][16]。

## 文化・スポーツ
- 日本製鉄山口硬式野球部（旧：新日本製鐵光硬式野球部、光シーガルズ、日鉄ステンレス山口シーガルズ） - 社会人野球の企業チーム。
- 周防猿まわしの会

## 著名な出身者
- あさみちゆき（歌手）
- 市川正一（戦前の日本共産党活動家。終戦直前に獄死。光井鮎帰に慰霊碑がある）
- 市川良子（陸上競技トラック・マラソン選手）
- 伊藤博文（初代兵庫県知事、初代内閣総理大臣）
- いなせ家半七（落語家）
- 巖島虹石（画家）
- 岩田宙造（元司法大臣、元貴族院議員、弁護士）
- 梅木蔵雄（陸上競技トラック・マラソン選手）
- 大町定夫（元プロ野球選手）
- 岡田裕（陶芸家）
- KAIRI（プロレスラー。WWE所属)
- 垣替啓介（ドラマー）
- 国近友昭（陸上競技マラソン選手：アテネオリンピック日本代表）
- 小池田マヤ（漫画家）
- 小西工己（名古屋グランパスエイト社長）
- 古森結衣 (アイドル、HKT48メンバー)
- 近藤克彦（元第一勧業銀行頭取、みずほフィナンシャルグループ名誉顧問）
- 松陰寺太勇（お笑い芸人、ぺこぱ）
- 高村坂彦（元徳山市長、元衆議院議員、高村正彦外務大臣・衆議院議員の父）
- 高村良嘉（元プロ野球選手）
- 末岡龍二（元プロサッカー選手）
- 末延麻裕子（ヴァイオリニスト）
- 末延吉正（ジャーナリスト、東海大学教授）
- 田中源大（柔道家）
- 田中志歩（柔道家）
- 田畑治（臨床心理学者。臨床心理士）
- 玉井喜作（明治期のジャーナリスト、探検家。光井出身）
- 手塚英孝（プロレタリア文学作家、日本共産党活動家、宮本顕治の同志）
- 手塚律蔵（医師、外交官）
- 土井雅弘（元プロ野球選手）
- 難波大助（虎ノ門事件の犯人、大正期の左翼思想家）
- 西岡竜一朗（元俳優、実業家）
- 原田大二郎（俳優、熊毛南高2年 - 3年時に光井4丁目に居住した）
- 松尾徹人（元高知市長、元高知県知事候補）
- 松岡満寿男（元光市長、元衆議院議員、元参議院議員、元日本新党代表幹事）
- 松岡洋右（戦前の外務大臣、満鉄副総裁、国際連盟脱退時の日本全権）
- 宮本顕治（元日本共産党議長、元参議院議員）
- 村上水軍（イラストレーター）
- 村﨑太郎（猿まわし師）
- 村﨑義正（周防猿まわしの会初代会長、元日本共産党光市議会議員）
- 室積光（作家）
- 山村進（陸上競技指導者）
- 山本和男（元プロ野球選手）
- 吉開菜央（映像作家）

## 名所・旧跡・観光
- 虹ヶ浜海水浴場（にじがはまかいすいよくじょう）

白砂青松の海岸線が続く美しい海水浴場。海水浴シーズンには海の家が建ち並ぶ。7月上旬から8月下旬にかけて、海岸線を７色に照らす「渚のライトアップ」が開催される。日本初のナイター海水浴場が開設されていたこともあり、また海中タワーからの噴水や砂浜からの照明、レーザー光線が渚を照らす「スターライトファンタジーin虹ヶ浜」も開催されていた。
- 室積海水浴場（むろづみかいすいよくじょう）

虹ヶ浜と並び光市が誇る海水浴場。ヨット、ボートセイリングなどのマリンスポーツも盛んで、夏には多くの観光客で賑わう。
- 冠山総合公園（かんむりやまそうごうこうえん）・冠天満宮（かんむりてんまんぐう）

2月上旬から3月上旬にかけて梅の里で開催される『梅まつり』には、100種類約2000本の梅が咲き誇り、県外からも多くの観光客が訪れる。
- 伊藤公記念公園（いとうこうきねんこうえん）

初代内閣総理大臣・伊藤博文の生誕地、光市束荷にある。山口県指定有形文化財・旧伊藤博文邸（伊藤公記念館）や生家、伊藤公資料館などがある。
- 室積海商通り（むろづみかいしょうどおり）

江戸から明治にかけ、北前船の寄港地として栄えた港町の面影を残している。光ふるさと郷土館や普賢寺（雪舟庭）などがある。
- 石城山（いわきさん）

山頂付近には、石城神社（本殿は国の重要文化財）や国の史跡・石城山神籠石（こうごいし）などがある。最高峰高日ヶ岳には高日神社が鎮座している。

## 電話・郵便
市外局番は旧光市が0833 (71 - 79)、旧大和町が0820 (48) となっている。
- 0833 (40 - 79、90 - 99) エリア
  - 下松市・光市（大和地区を除く）・周南市（熊毛地区）
- 0820 (20 - 69) エリア
  - 光市（大和地区）・柳井市・上関町・田布施町・平生町

郵便番号は、以下の通りとなっている。
- 光郵便局:743-00xx,743-85xx,743-86xx,743-87xx,743-01xx[17]